# Быков, Георгий Владимирович
Георгий Владимирович Быков (5 мая 1914, город[уточнить] Рахны, ныне Винницкой области — 22 января 1982, Москва) — советский химик и историк химии, член-корреспондент Международной академии истории науки (Париж, с 1961). Автор книг по истории органической химии и истории структурных теорий.

## Биография

### Детство
Детство Г. В. Быкова прошло в городе Усмани нынешней Липецкой области. В возрасте 9-ти лет в 1923 году был зачислен в третий класс школы. В декабре 1929 года Быкова, учившегося в 9-м классе, отправили на ликвидацию безграмотности в сельских районах в группе с другими учениками. В 1930 году его выпустили из школы досрочно с дальнейшим переводом на курсы сельских учителей в городе Воронеж[уточнить]. Но семья Быковых переехала в 1930 году в Ногинск, поэтому он стал учиться в ФЗУ, готовившем слесарей-лекальщиков. В начале 1931 года поступил в химическую лабораторию на завод «Электросталь» и работал там до 1934 года. Параллельно он занимался на подготовительных курсах по математике и физике на рабфаке.

### Университетские годы
В 1935 году он был зачислен студентом химического факультета Московского государственного университета. В учебные годы в университете Г. В. Быков особенно увлёкся органической химией. Курс лекций по этому предмету читал А. Н. Несмеянов, впоследствии — академик и президент АН СССР.

### Военные годы
В 1940 году, окончив университет по специальности «нефтехимия», Г. В. Быков был призван в армию. В начале Великой Отечественной войны работал старшим инженером и преподавателем военно-химического дела в Ярославской школе[чего?], с февраля 1942 года — преподавателем в авиашколе в Оренбурге; в 1944 года после переподготовки направлен в службу горючесмазочных материалов военно-воздушных сил. В марте 1947 года техник-лейтенант Г. В. Быков был уволен в запас.
Он вернулся в университет, где встретил профессора Александра Николаевича Фигуровского, заведующего лабораторией анализа дисперсных систем и кабинета истории химии. Георгий Владимирович был зачислен в аспирантуру для разработки научной темы «Возникновение и развитие классической теории строения органических соединений».

## Научная деятельность
Тема об истории теории строения органических соединений составила основное содержание его историко-научных исследований до последних дней жизни.
Изучая развитие представлений о химическом строении органических соединений, аспирант Г. В. Быков основательно исследует научное творчество А. М. Бутлерова. Его первые публикации привлекли внимание ученых, и в 1949 году, когда Академией наук СССР была создана Комиссия по разработке научного наследия и изданию трудов Бутлерова, пост учёного секретаря Комиссии был предложен Георгию Владимировичу. Последующие 5 лет он трудился в составе Комиссии под руководством её председателя академика Б. А. Казанского и нёс всю основную тяжесть организационной и исследовательской работы. В 1953 году были опубликованы два тома собрания избранных трудов по органической химии А. М. Бутлерова. Редакторами книги, совместно с Б. А. Казанским и А. Д. Петровым, был Г. В. Быков. Позднее, в 1958 году, под редакцией Г. В. Быкова и А. П. Терентьева вышел 3-й том сочинений А. М. Бутлерова.
Обращаясь к научной школе Бутлерова, развивавшей идеи химического строения, Георгий Владимирович написал научные биографии А. Н. Попова, В. В. Марковникова и А. М. Зайцева. Г. В. Быкова заинтересовала вся Казанская школа химиков. Обратясь к личности основателя школы, он также анализировал творчество его учеников и последователей И. И. Канонникова, Ф. М. Флавицкого и других вплоть до лидера Казанской школы в советский период А. Е. Арбузова. Эта сторона деятельности Г. В. Быкова была отмечена награждением его медалью Казанского областного правления Всесоюзного химического общества имени Д. И. Менделеева.
Но стержневой линией научных исследований Георгия Владимировича была история теории строения органических соединений.
В 1960 году он опубликовал монографию «История классической теории химического строения» — глубокий и тщательный анализ развития научных представлений в этой области и индивидуального вклада в неё виднейших химиков мира, где пытался выявить историческую логику развития понятия химическое строение, изменения и обогащения его содержания и смыслового понятийного аппарата теории химического строения. Очень полезным приложением к ней явился изданный в 1961 году сборник «Столетие теории химического строения». Помещённые в нём статьи творцов классической теории химического строения А. М. Бутлерова, А. Кекуле, А. Купера и В. В. Марковникова дают ясное представление о вкладе каждого из них в создание общей теории. Важным дополнением к этой главе истории химии послужили написанные Г. В. Быковым научные биографии А. Кекуле (1964 год), А. Авогадро (1970 год) и С. Канниццаро (1972 год, совместно с В. А. Крицманом).
История теории химического строения также анализируется Георгием Владимировичем в фундаментальной монографии «История электронных теорий органической химии» (1963 год).
Следующую главу истории теории химического строения составила книга «История стерео-химии органических соединений» (1966 год). По завершении этих исследований естественным был переход Г. В. Быкова к аналитическому обобщению всей истории органической химии. Органическая химия, отмечал Г. В. Быков, за последние десятилетия необычайно обогатилась в результате создания многих новых направлений и установления тесных контактов с физикой, биологией, техникой. «По-видимому, единственно правильный путь для описания в наши дни истории такой обширной и разноплановой науки, как органическая химия, состоит в том, чтобы последовать примеру Г. Коппа, который в своей четырёхтомной „Истории химии“ (1843—1847) одну, первую часть своего труда отвел общей истории химии, а три остальные части — специальной истории отдельных её теоретических и прикладных направлений, а также истории важнейших неорганических и органических соединений».
Георгий Владимирович задумал изложить историю органической химии как историю развития взглядов на природу органических соединений, то есть на их химическое строение; историю представлений о химических реакциях органических соединений; историю методов их изучения и анализа; историю открытия важнейших органических соединений и их классов. Он имел в виду присоединить к этим разделам развитие логики умозаключений в органической химии и историю органической химии через призму деятельности выдающихся ученых и ведущих научных школ. Только последний из этих замыслов Георгий Владимирович не успел осуществить; остальные воплощены в двух книгах — «История органической химии» (1976 и 1978 годы) и в подготовленной им к печати рукописи о проблеме доказательства в химии; последняя охватывает не только органическую химию, являясь важным обобщением логического опыта химии в целом.
Скончался учёный 22 января 1982 года.

## Личные качества, увлечения
По свидетельству современников, в студенческие годы проявилась яркая индивидуальность Георгия Владимировича, его принципиальность, бескомпромиссность и твёрдость характера.
Г. В. Быков увлекался шахматами и в 1938 году стал чемпионом университета. В дальнейшем достиг спортивной квалификации кандидата в мастера.